# Kristian Nygård
Kristian Nygård (Noruega, 1979) és un artista noruec que viu a la ciutat de Trondheim. Format a l'acadèmia d'art de Malmö (Suècia), treballa en el camp de l'escultura i la instal·lació. La seva obra és una exploració de les capacitats i les limitacions de l'espai i de l'objecte, amb especial interès per la relació entre arquitectura i ideologia. A través dels materials utilitzats i del disseny de les estructures, les seves peces exploren la influència de les ideologies polítiques i socials a l'espai públic i privat.